# Wereldkampioenschappen kunstschaatsen junioren 1980
De Wereldkampioenschappen kunstschaatsen junioren zijn samen een jaarlijks terugkerend evenement dat door de Internationale Schaatsunie (ISU) wordt georganiseerd. De vijfde editie vond van 15 tot en met 20 januari 1980 plaats in Megève, Frankrijk. Het was de vierde keer dat het evenement hier plaatsvond na 1976, 1977 en 1978.
Titels en medailles waren er te verdienen in de categorieën: jongens individueel, meisjes individueel, paarrijden en ijsdansen.

## Deelname
Er namen deelnemers uit een record aantal van 25 landen deel aan de kampioenschappen, zij vulden 70 startplaatsen in. Bulgarije, Finland, Noorwegen en Zuid-Korea maakten na een of meerdere jaren hun rentree bij de WK-junioren. Luxemburg en Tsjechoslowakije vaardigden deze editie geen deelnemers af. IJsdanser Elena Batanova was de eerste juniore die met een andere partner op een WK-kampioenschap uitkwam. In 1979 trad ze aan met Andrei Antonov, dit jaar met Alexei Soloviev. Uit België namen Patricia Vangenechten (meisjestoernooi) en het ijsdanspaar Natascha Devisch / Jan Tack deel, alle drie voor de tweedemaal. Namens Nederland kwam alleen Li Scha Wang in het meisjestoernooi in actie.
Deelnemende landen
(Tussen haakjes het totaal aantal startplaatsen in de vier toernooien.)
| Sovjet-Unie (9) Frankrijk (6) Verenigde Staten (6) Oostenrijk (4) Polen (4) West-Duitsland (4) Zwitserland (4) | Australië (3) Canada (3) Oost-Duitsland (3) Italië (3) Zweden (3) België (2) Denemarken (2) | Joegoslavië (2) Japan (2) Spanje (2) Bulgarije (1) Finland (1) Verenigd Koninkrijk (1) Hongarije (1) | Nederland (1) Nieuw-Zeeland (1) Noorwegen (1) Zuid-Korea (1) |

## Medailleverdeling
De twaalf medailles gingen naar vijf landen. Voor het eerst werden er medailles behaald door deelnemers uit Oost-Duitsland (2). De andere tien gingen naar de Sovjet-Unie (5), de Verenigde Staten (2), Canada (1) en Frankrijk (1).
In het jongenstoernooi werd Aleksandr Fadejev de tweede opeenvolgende wereldkampioen uit de Sovjet-Unie, het was zijn tweede medaille na het brons in het voorgande jaar. Zijn landgenoot en titelverdediger Vitali Egorov behaalde ook zijn tweede medaille, hij eindigde deze editie op de tweede plaats. Op plaats drie won Falko Kirsten de eerste medaille voor Oost-Duitsland in het jongenstoernooi.
In het meisjestoernooi ging de titel voor de vierde keer en voor het derde opeenvolgende jaar naar de Verenigde Staten. Rosalynn Sumners volgde Elaine Zayak op als titelhoudster. In 1976 ging de titel naar Suzie Brasher en in 1978 naar Jill Sawyer. De Canadese Kay Thomson behaalde de zilveren medaille. Op plaats drie won Carola Paul de eerste medaille voor Oost-Duitsland in het meisjestoernooi.
Bij de paren stonden net als het vorige jaar twee Sovjet-paren op de plaatsen een en twee. De zilveren medaille winnaars van 1979, Larisa Seleznova / Oleg Makarov, behaalden deze editie de eerste plaats en volgden daarmee Veronika Pershina / Marat Akbarov op als wereldkampioenen. Marina Nikitiuk / Rashid Kadyrkaev namen de tweede plaats in. Het paar Kathia Dubec / Xavier Douillard op plaats drie behaalde de eerste medaille voor Frankrijk in het paarrijden.
Bij het ijsdansen ging de titel voor de derde keer en voor het derde opeenvolgende jaar naar de Sovjet-Unie. Het paar Elena Batanova / Alexei Soloviev volgden Tatjana Doerasova / Sergej Ponomarenko op als titelhouder. Voor Batanova was het haar tweede medaille, vorig jaar won ze zilver met Andrei Antonov als partner. Het Hongaarse paar Judit Péterfy / Csaba Bálint op plaats twee behaalde de eerste medaille voor hun vaderland bij de WK-junioren, het Amerikaanse paar Renée Roca / Andrew Ouellette op plaats drie behaalde de eerste medaille voor hun vaderland bij het ijsdansen.
| Onderdeel | Goud                             | Zilver                             | Brons                           |
| --------- | -------------------------------- | ---------------------------------- | ------------------------------- |
| Jongens   | Alexander Fadeev                 | Vitali Egorov                      | Falko Kirsten                   |
| Meisjes   | Rosalynn Sumners                 | Kay Thomson                        | Carola Paul                     |
| Paren     | Larisa Seleznova / Oleg Makarov  | Marina Nikitiuk / Rashid Kadyrkaev | Kathia Dubec / Xavier Douillard |
| IJsdansen | Elena Batanova / Alexei Soloviev | Judit Péterfy / Csaba Bálint       | Renée Roca / Andrew Ouellette   |

## Uitslagen
| #      | naam (deelname)         | land                                          |
| ------ | ----------------------- | --------------------------------------------- |
| Goud   | Aleksandr Fadejev (2)   | Vlag van Sovjet-Unie                          |
| Zilver | Vitali Egorov (2)       | Vlag van Sovjet-Unie                          |
| Brons  | Falko Kirsten (2)       | Vlag van Duitse Democratische Republiek       |
| 04     | Grzegroz Filipowski (2) | Vlag van Polen                                |
| 05     | Scott Williams          | Vlag van Verenigde Staten                     |
| 06     | Neil Paterson           | Vlag van Canada                               |
| 07     | Laurent Depouilly       | Vlag van Frankrijk                            |
| 08     | Alexei Sidorov          | Vlag van Sovjet-Unie                          |
| 09     | Oliver Honer (2)        | Vlag van Zwitserland                          |
| 10     | Jack O'Brien            | Vlag van Verenigde Staten                     |
| 11     | Ralf Lewandowski        | Vlag van Duitse Democratische Republiek       |
| 12     | Didier Manaud           | Vlag van Frankrijk                            |
| 13     | Masaru Ogawa (2)        | Vlag van Japan                                |
| 14     | Thomas Wieser (2)       | Vlag van Bondsrepubliek Duitsland             |
| 15     | Andrzej Strzelec        | Vlag van Polen                                |
| 16     | Cameron Medhurst (2)    | Vlag van Australië                            |
| 17     | Roger Andersson         | Vlag van Zweden                               |
| 18     | Thomas Hlawik (2)       | Vlag van Oostenrijk                           |
| 19     | Karel Landys            | Vlag van Zweden                               |
| 20     | Fini Ravn (2)           | Vlag van Denemarken                           |
| 21     | Fernando Soria (2)      | Vlag van Spanje (21 jan. 1977 - 18 dec. 1981) |
| 22     | Tomislav Cizmesija      | Vlag van Joegoslavië (1943-1992)              |

| #      | naam (deelname)           | land                                          |        |
| ------ | ------------------------- | --------------------------------------------- | ------ |
| Goud   | Rosalynn Sumners          | Vlag van Verenigde Staten                     |        |
| Zilver | Kay Thomson (2)           | Vlag van Canada                               |        |
| Brons  | Carola Paul               | Vlag van Duitse Democratische Republiek       |        |
| 04     | Manuela Ruben (2)         | Vlag van Bondsrepubliek Duitsland             |        |
| 05     | Daniela Massanneck (2)    | Vlag van Bondsrepubliek Duitsland             |        |
| 06     | Marina Serova             | Vlag van Sovjet-Unie                          |        |
| 07     | Beatrice Farinacci (2)    | Vlag van Frankrijk                            |        |
| 08     | Daniela Zuccoli           | Vlag van Italië                               |        |
| 09     | Bunny Blake               | Vlag van Verenigde Staten                     |        |
| 10     | Andrea Rohm (3)           | Vlag van Oostenrijk                           |        |
| 11     | Chantal Zurchen           | Vlag van Zwitserland                          |        |
| 12     | Masako Kato               | Vlag van Japan                                |        |
| 13     | Lotte Isaksson            | Vlag van Finland                              |        |
| 14     | Beata Nachrzier           | Vlag van Polen                                |        |
| 15     | Patricia Vangenechten (2) | Vlag van België                               |        |
| 16     | Li Scha Wang              | Vlag van Nederland                            |        |
| 17     | Caroline Naredi           | Vlag van Zweden                               |        |
| 18     | Amanda James              | Vlag van Australië                            |        |
| 19     | Tine-Mai Krian            | Vlag van Noorwegen                            |        |
| 20     | Natasa Katic (2)          | Vlag van Joegoslavië (1943-1992)              |        |
| 21     | Anette Nygaard            | Vlag van Denemarken                           |        |
| 22     | Christina Haas (2)        | Vlag van Spanje (21 jan. 1977 - 18 dec. 1981) |        |
| 23     | Svetlana Staneva          | Vlag van Bulgarije (1971-1990)                |        |
| 24     | Shin hi-jung              | Vlag van Zuid-Korea                           |        |
| 0-     | Kathy Lindsay (2)         | Vlag van Nieuw-Zeeland                        | t.z.t. |

| #      | naam (deelname)                       | land                      |
| ------ | ------------------------------------- | ------------------------- |
| Goud   | Larisa Seleznova (2) Oleg Makarov (2) | Vlag van Sovjet-Unie      |
| Zilver | Marina Nikitiuk Rashid Kadyrkaev      | Vlag van Sovjet-Unie      |
| Brons  | Kathia Dubec (3) Xavier Douillard (3) | Vlag van Frankrijk        |
| 04     | Kelly Abolt Kevin Peeks               | Vlag van Verenigde Staten |
| 05     | Elena Kravchanko Vladimir Starostin   | Vlag van Sovjet-Unie      |
| 06     | Gaby Galambos (3) Jorg Galambos (3)   | Vlag van Zwitserland      |

| #      | naam (deelname)                          | land                              |
| ------ | ---------------------------------------- | --------------------------------- |
| Goud   | Elena Batanova (2) Alexei Soloviev       | Vlag van Sovjet-Unie              |
| Zilver | Judith Péterfy (3) Csaba Bálint (3)      | Vlag van Hongarije                |
| Brons  | Renée Roca Andrew Ouellette              | Vlag van Verenigde Staten         |
| 04     | Oxana Gusakova (2) Genrikh Sretenski (2) | Vlag van Sovjet-Unie              |
| 05     | Karen Taylor Robert Burk                 | Vlag van Canada                   |
| 06     | Petra Born (2) Rainer Schonborn (2)      | Vlag van Bondsrepubliek Duitsland |
| 07     | Sophie Schmidt (2) Eric Desplats (2)     | Vlag van Frankrijk                |
| 08     | Maria Kniffer (2) Manfred Hubler (2)     | Vlag van Oostenrijk               |
| 09     | Iwona Bielas (2) Jacek Jasiaczek (2)     | Vlag van Polen                    |
| 10     | Karan Giles (2) Russell Green (2)        | Vlag van Verenigd Koninkrijk      |
| 11     | Gabriella Ferpozzi Marco Ferpozzi        | Vlag van Zwitserland              |
| 12     | Raffaella Cazzaniga Massimo Crippa       | Vlag van Italië                   |
| 13     | Brennice Coates (2) Leslie Boroczky (2)  | Vlag van Australië                |
| 14     | Nicoletta Lunghi Oscar Cassa             | Vlag van Italië                   |
| 15     | Edith Rodinger Harald Rodinger           | Vlag van Oostenrijk               |
| 16     | Sophie Merigot Philippe Berthe           | Vlag van Frankrijk                |
| 17     | Natascha Devisch (2) Jan Tack (2)        | Vlag van België                   |

Medaillewinnaars

Jongens · 
Meisjes · 
Paren · 
IJsdansen

 Toernooi

1976 · 
1977 · 
1978 · 
1979 · 
1980 · 
1981 · 
1982 · 
1983 · 
1984 · 
1985 · 
1986 · 
1987 · 
1988 · 
1989 · 
1990 · 
1991 · 
1992 · 
1993 · 
1994 · 
1995 · 
1996 · 
1997 · 
1998 · 
1999 · 
2000 · 
2001 · 
2002 · 
2003 · 
2004 · 
2005 · 
2006 · 
2007 · 
2008 · 
2009 · 
2010 ·
2011 ·
2012 ·
2013 ·
2014 ·
2015 ·
2016 ·
2017 ·
2018 ·
2019 · 
2020

 ISU-kampioenschappen

WK kunstschaatsen · 
EK kunstschaatsen · 
Viercontinentenkampioenschap · 
Olympische Spelen